# Johan Mårtensson
Johan Daniel Mårtensson (Skövde, 16 febbraio 1989) è un calciatore svedese, centrocampista del FK Bosna 92 Örebro.

## Palmarès

### Club

#### Competizioni nazionali
- Superettan: 1

Degerfors: 2024